# Tochukwu Nnadi
Tochukwu Nnadi (Ihiagwa, 30 juni 2003) is een Nigeriaans voetballer die als middenvelder speelt voor SV Zulte Waregem in de Belgische Tweede klasse.

## Clubcarrière
Nnadi werd geboren in Ihiagwa, in het lokale bestuursgebied Owerri West in de staat Imo, Nigeria. Als jonge speler genoot hij bij Campos FC in Owerri. In 2019 begon hij te trainen bij de Madenat Alamal Football Academy in Dubai . Na een succesvolle proefperiode bij Botev Plovdiv sloot hij zich in augustus 2021 aan. Hij had er een contract tot 2025. Zijn competitiedebuut in de Bulgaarse Eerste Liga was op 3 april 2022, uit bij Ludogorets. Die wedstrijd werd verloren met 3-0. Het seizoen van 2022/23 in Bulgarije speelde hij 19 competitieduels voor Botev Plovdiv. 
Op 19 januari 2024 sloot hij zich aan bij het Belgische Challenger Pro League team SV Zulte Waregem. Tochukwu wordt zo, na een half seizoen, opnieuw herenigd met Abdoulaye Traoré die ook bij de Bulgaren zijn ploegmaat was. Hij tekende er een contract voor 4,5 seizoenen.

## Internationale carrière
Nnadi vertegenwoordigde Nigeria U-20 op het FIFA U-20 Wereldkampioenschap van 2023, waarbij hij in al hun vijf wedstrijden verscheen, waaronder overwinningen op Italië U-20 en Argentinië U-20.

## Clubstatistieken
| Seizoen | Club             | Land               | Competitie      | Competitie | Competitie | Beker | Beker | Europa | Europa | Totaal | Totaal |
| Seizoen | Club             | Land               | Competitie      | Wed.       | Dlp.       | Wed.  | Dlp.  | Wed.   | Dlp.   | Wed.   | Dlp.   |
| ------- | ---------------- | ------------------ | --------------- | ---------- | ---------- | ----- | ----- | ------ | ------ | ------ | ------ |
| 2021/22 | Botev Plovdiv    | Vlag van Bulgarije | Parva liga      | 6          | 0          | –     | –     | –      | –      | 6      | 0      |
| 2021/22 | Botev Plovdiv II | Vlag van Bulgarije | Vtora liga      | 7          | 1          | –     | –     | –      | –      | 7      | 1      |
| 2022/23 | Botev Plovdiv II | Vlag van Bulgarije | Vtora liga      | 6          | 0          | –     | –     | –      | –      | 6      | 0      |
| 2022/23 | Botev Plovdiv    | Vlag van Bulgarije | Parva liga      | 19         | 0          | 2     | 0     | 2      | 0      | 23     | 0      |
| 2023/24 | Botev Plovdiv    | Vlag van Bulgarije | Parva liga      | 17         | 0          | 2     | 0     | –      | –      | 19     | 0      |
| 2023/24 | SV Zulte Waregem | Vlag van België    | Eerste klasse B | 13         | 1          | –     | –     | –      | –      | 13     | 1      |
| 2024/25 | SV Zulte Waregem | Vlag van België    | Eerste klasse B | 14         | 0          | 3     | 0     | –      | –      | 17     | 0      |
| TOTAAL  | TOTAAL           | TOTAAL             | TOTAAL          | 82         | 2          | 7     | 0     | 2      | 0      | 91     | 2      |

Bijgewerkt tot 28 december 2024.

## Speelstijl
Nnadi heeft gezegd dat hij zijn spel heeft geprobeerd te modelleren naar het voorbeeld van de voormalige centrale middenvelder van Manchester United, Michael Carrick. 